# Kanton Menton
Der Kanton Menton ist ein französischer Wahlkreis im Département Alpes-Maritimes in der Region Provence-Alpes-Côte d’Azur. Er umfasst sechs Gemeinden im Arrondissement Nizza. Durch die landesweite Neuordnung der französischen Kantone wurde er 2015 neu geschaffen.

## Gemeinden
Der Kanton besteht aus sechs Gemeinden mit insgesamt 47.142 Einwohnern (Stand: 1. Januar 2022) auf einer Gesamtfläche von 59,52 km²:
| Gemeinde              | Einwohner 1. Januar 2022 | Fläche km² | Dichte Einw./km² | Code INSEE | Postleitzahl |
| --------------------- | ------------------------ | ---------- | ---------------- | ---------- | ------------ |
| Castellar             | 1.042                    | 12,24      | 85               | 06035      | 06500        |
| Castillon             | 422                      | 7,51       | 56               | 06036      | 06500        |
| Gorbio                | 1.568                    | 7,02       | 223              | 06067      | 06500        |
| Menton                | 30.326                   | 14,05      | 2.158            | 06083      | 06500        |
| Roquebrune-Cap-Martin | 12.419                   | 9,33       | 1.331            | 06104      | 06190        |
| Sainte-Agnès          | 1.365                    | 9,37       | 146              | 06113      | 06500        |
| Kanton Menton         | 47.142                   | 59,52      | 792              | 0614       | –            |

## Politik
| Vertreter im Departementrat | Vertreter im Departementrat       | Vertreter im Departementrat |
| Amtszeit                    | Namen                             | Partei                      |
| --------------------------- | --------------------------------- | --------------------------- |
| 2015–                       | Patrick Cesari Colette Giudicelli | UD                          |